# Lophuromys sikapusi
Lophuromys sikapusi — вид гризунів родини мишових (Muridae). Він зустрічається в Анголі, Беніні, Камеруні, Центральноафриканській Республіці, Республіці Конго, Демократичній Республіці Конго, Кот-д'Івуарі, Екваторіальній Гвінеї, Габоні, Гані, Гвінеї, Кенії, Ліберії, Нігерії, Сьєрра-Леоне, Танзанії, Того, та Уганда. Його природними середовищами існування є субтропічні або тропічні вологі рівнинні ліси, субтропічні або тропічні сезонно вологі або затоплені низинні луки, орні землі та пасовища.

## Морфологія
Lophuromys sikapusi мають темну жорстку шерсть. Тулуб короткий з короткими ногами. Статевий диморфізм дуже незначний: самці дещо більші за розміром. Середня вага становить від 45 до 90 грамів. Середня довжина хвоста становить 69 мм, але може досягати максимум 82 мм. Зовнішній вигляд рострума нагадує землерийку. Їхні щічні зуби мають три ряди горбків, а не лише два, як у Cricetidae.

## Дієта
Дієта L. sikapusi включає мурах, рептилії, насіння, пальми, клітковину, м'якотілі безхребетні та рослинні матеріали, які у великій кількості поширені в тропічних умовах.

## Поведінка
L. sikapusi має територіальну поведінку, подібну до багатьох африканських гризунів, які вступають у бійки, коли знаходяться в безпосередній близькості від інших гризунів. Є тілесні пошкодження, такі як відірвані вуха, понівечені хвости від бійок між собою. Цей вид гризунів воліє усамітнюватися. Виявлено, що такі види, як Mastomys, є конкурентами виду Lophuromys.

## Ріст і розмноження
L. sikapusi дає невелике потомство (2–4 мишеня) після періоду вагітності приблизно 21 день. Молодняк росте дуже швидко, і може вирости від 8 до 20 грамів протягом перших п'яти днів після народження. Дитинчата стають активними через 4–7 днів, і їхні очі починають відкриватися. Шерсть закінчує рости через тиждень після народження. На десятий день малюки важать близько 25 грам. Вони можуть почати розмножуватися у віці приблизно 2 місяців.